# Kiril van Bulgarije

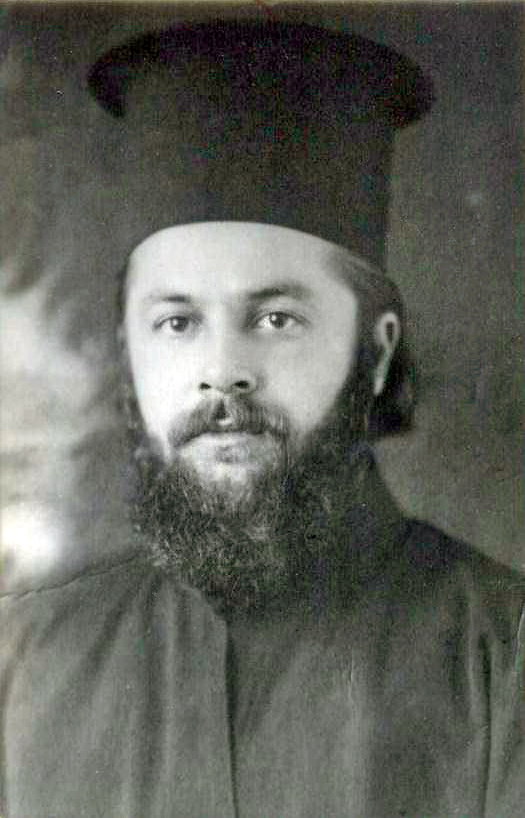
Kiril (1930)

Kiril (Bulgaars: Кирил) (Sofia, 3 januari 1901 – aldaar, 7 maart 1971) was een Bulgaars geestelijke en patriarch van de Bulgaars-Orthodoxe Kerk. Tijdens de Holocaust speelde hij een sleutelrol in de ontsnapping van ongeveer 48.000 Joden uit zijn land.
Konstantin Markov ontving zijn opleiding in Sofia. Hij legde op 30 december 1920 zijn kloostergeloften af en werd monnik, waarop hij de religieuze naam Kiril aannam.
Kiril werd in 1938 benoemd tot metropoliet van Plovdiv.
Nadat de Bulgaars-orthodoxe Kerk in 1953 weer erkend was als autocefaal patriarchaat, werd Kiril op 10 mei 1953 door de synode van de kerk gekozen als patriarch. Hij bekleedde deze functie tot zijn overlijden in 1971.
Tijdens de Tweede Wereldoorlog was hij sterk gekant tegen de uitlevering van de Bulgaarse Joden. 
De historische rol van Kiril in het Bulgaarse verzet tegen de Holocaust wordt verteld in het oratorium "A Melancholy Beauty," gecomponeerd door Georgi Andreev met libretto van Scott Cairns en Aryeh Finklestein. Voor het eerst uitgevoerd in juni 2011 in Washington, DC. De tekst beschrijft "Metropoliet Kiril" die in 1943 het waagde om zich te verzetten tegen de autoriteiten en de confrontatie met de bewakers van de Bulgaarse Joden vanuit Plovdiv aangaat, die vanuit een gebouw gedeporteerd worden naar de vernietigingskampen. Kiril plaatst hen onder zijn bescherming en doet eerst toezeggingen om uit solidariteit mee te gaan met de gedeporteerden.  
Vervolgens zegt hij tegen de bewakers dat hij het vertrek van de trein zal verhinderen door deze met zijn eigen lichaam te blokkeren door op de rails aan de voorkant van de trein te gaan liggen. De bewakers antwoorden dat ze net nieuwe orders hebben gekregen om de joden vrij te laten.